# 일본회의
일본회의(일본어: 日本会議 닛폰카이기[*])는 1997년에 창립된 일본 최대 규모의 국수주의, 극우 성향의 비정부 정치단체이다. 1997년 5월 30일 '일본을 지키는 국민회의'와 '일본을 지키는 모임'이 통합해 발족한 임의 단체이며 2020년 기준 약 4만 명의 회원이 가입하여 있다. 본부는 도쿄도 메구로구 아오바다이(青葉台)에 있고, 회장은 2024년부터 공석.
일본의회 국회의원 간담회, 일본의회 지방의원 연맹, 일본 여성 모임은 일본회의의 관련 단체이다. 일본 자유민주당, 입헌민주당, 일본유신회, 희망의 당 계열 무소속회파 등의 정당을 지원하고 있다. 기관지 '일본의 숨결'(일본어: 日本の息吹)을 매달 발행하고 있다.
일본회의의 회원은 정치적으로 일본 정부의 입법, 행정 등 영역에 있어서 큰 영향력을 가진 인물들을 포함한다. 그러나 최근에는 젊은층의 관심을 얻는 데 실패하며 대부분의 회원이 60세 이상의 은퇴자로 이루어지는 문제를 겪고 있다.

## 같이 보기
- 일본회의 멤버 일람(영어판)
- 일본의 역사교과서 문제
- 신사본청
- 국가신토
- 생장의 집